# Fronte di Liberazione del Popolo Sloveno

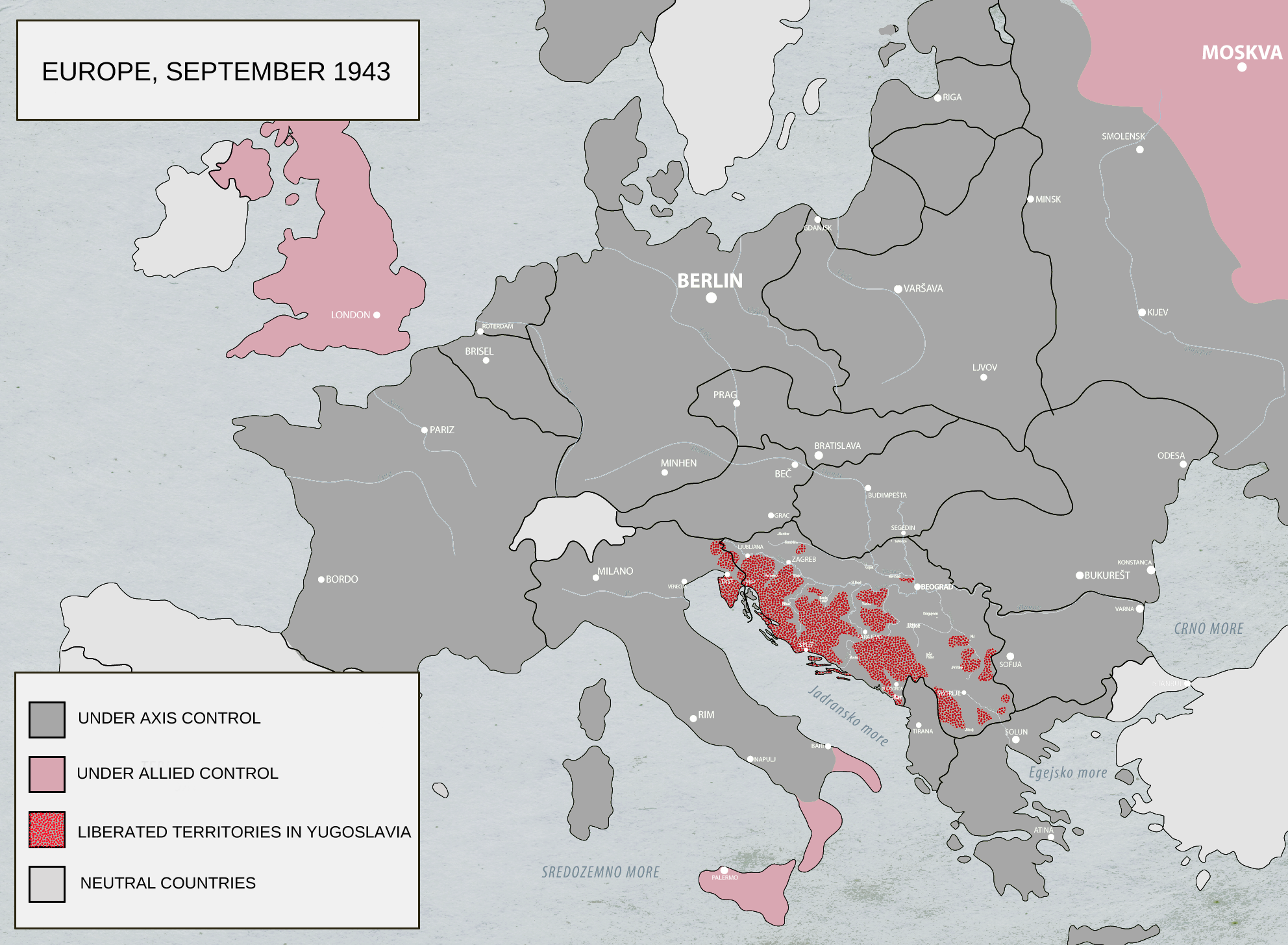
Zone in cui operava la resistenza iugoslava (1943)

Il Fronte di Liberazione del Popolo Sloveno (in sloveno: Osvobodilna fronta slovenskega naroda – acronimo: OF) è stata una organizzazione politica di resistenza fondata il 26 aprile 1941 in Slovenia per contrastare l'occupazione delle potenze dell'Asse durante la seconda guerra mondiale e rimasta attiva fino al 1953. 
Il Fronte di liberazione riuniva correnti politiche diverse accomunate dall'antifascismo e dalla volontà di combattere per l'indipendenza nazionale ma la componente comunista, collegata al più ampio movimento di resistenza dei partigiani jugoslavi, ebbe sempre un'influenza dominante. Il suo scopo era l'organizzazione della resistenza armata contro gli occupanti (Germania, Italia e Ungheria) fino alla liberazione della Slovenia.
Il Fronte di Liberazione del Popolo Sloveno era guidato dal "Comitato centrale del Partito comunista sloveno", dal "Comitato Esecutivo del Fronte di Liberazione" e dal "Comitato Supremo dei reparti partigiani"